# Rock Band 3
Rock Band 3 é a terceira continuação do jogo eletrônico Rock Band, produzido pela EA Games, Harmonix e MTV Games. Seu lançamento aconteceu no dia 26 de Outubro de 2010, e contém músicas de artistas como The Doors, Amy Winehouse, Paramore, Bob Marley e John Lennon.
Em dezembro de 2022, a Epic Games – proprietária dos estúdios Harmonix desde 2021 – anunciou que os servidores e todos os serviços online seriam desligados em 24 de janeiro de 2023.

## Músicas
Rock Band 3 inovou a franquia com um novo modo chamado Pro, onde você pode executar as músicas com mais realismo, cada instrumento tem seu Modo Pro: a guitarra e baixo apresentam novos modelos: um baseado na Fender Mustang com seis cordas no corpo e 102 botões no braço (cada tecla corresponde às seis cordas do instrumento divididas ao longo de 17 trastes), como uma guitarra real, e uma Squier Stratocaster real, projetada para funcionar com o jogo; nos vocais, é possível o modo de harmonias, no qual três pessoas podem cantar simultaneamente (mecânica já existente em The Beatles: Rock Band); e à bateria podem ser acoplados pads adicionais simulando chimbais. O jogo também inclui um instrumento novo, um teclado de 25 teclas, correspondente a duas oitavas em um teclado real. Isso aprofundou muita a experiência do jogo, que mesmo assim, não teve um número de vendas relevante, devido à saturação do mercado aliada à crise econômica de 2009.
Canções marcadas em itálico estão presentes na versão para Nintendo DS.
- Amy Winehouse - "Rehab"
- Anthrax - "Caught In A Mosh"
- At the Drive-In - "One Armed Scissor"
- Avenged Sevenfold - "Beast and the Harlot"
- The B-52s - "Rock Lobster"
- The Beach Boys - "Good Vibrations (Live)"
- Big Country - "In a Big Country"
- Blondie - "Heart of Glass"
- Bob Marley & The Wailers - "Get Up, Stand Up"
- The Bronx - "False Alarm"
- Chicago - "25 or 6 to 4"
- The Cure - "Just Like Heaven"
- David Bowie - "Space Oddity"
- Deep Purple - "Smoke on the Water"
- Def Leppard - "Foolin'"
- Devo - "Whip It"
- Dio - "Rainbow in the Dark"
- Dire Straits - "Walk of Life"
- The Doobie Brothers - "China Grove"
- The Doors - "Break on Through (To the Other Side)"
- Dover - "King George"
- Echo and the Bunnymen - "The Killing Moon"
- Elton John - "Saturday Night's Alright (For Fighting)"
- Faith No More - "Midlife Crisis"
- Filter - "Hey Man, Nice Shot"
- Flaming Lips - "Yoshimi Battles the Pink Robots Pt. 1"
- Foreigner - "Cold as Ice"
- Golden Earring - "Radar Love"
- HIM - "Killing Loneliness"
- Huey Lewis and the News - "The Power of Love"
- Hypernova - "Viva La Resistance"
- Ida Maria - "Oh My God"
- INXS - "Need You Tonight"
- The J. Geils Band - "Centerfold"
- James Brown - "I Got You (I Feel Good)"
- Jane's Addiction - "Been Caught Stealing"
- Jimi Hendrix - "Crosstown Traffic"
- Joan Jett and the Blackhearts - "I Love Rock and Roll"
- John Lennon - "Imagine"
- Juanes - "Me Enamora"
- Lynyrd Skynyrd - "Free Bird"
- Maná - "Oye Mi Amor"
- Marilyn Manson - "The Beautiful People"
- Metric - "Combat Baby"
- The Muffs - "Outer Space"
- New Order - "Blue Monday"
- Night Ranger - "Sister Christian"
- Ozzy Osbourne - "Crazy Train"
- Paramore - "Misery Business"
- Phish - "Llama"
- Phoenix - "Lasso"
- The Police - "Don't Stand So Close to Me"
- Poni Hoax - "Antibodies"
- Pretty Girls Make Graves - "Something Bigger, Something Brighter"
- Primus - "Jerry Was a Race Car Driver"
- Queen - "Bohemian Rhapsody"
- Queens of the Stone Age - "No One Knows"
- Rammstein - "Du Hast"
- Ramones - "I Wanna Be Sedated"
- The Raveonettes - "Last Dance"
- Rilo Kiley - "Portions of Foxes"
- The Riverboat Gamblers - "Don't Bury Me... I'm Still Not Dead"
- Roxette - "The Look"
- Slipknot - "Before I Forget"
- Smash Mouth - "Walkin' on the Sun"
- The Smiths - "Stop Me If You Think You've Heard This One Before"
- The Sounds - "Living in America"
- Spacehog - "In the Meantime"
- Steve Miller Band - "Fly Like An Eagle"
- Stone Temple Pilots - "Plush"
- Swingin' Utters - "This Bastard's Life"
- T. Rex - "20th Century Boy"
- Tears for Fears - "Everybody Wants to Rule the World"
- Tegan and Sara - "The Con"
- Them Crooked Vultures - "Dead End Friends"
- Tokio Hotel - "Humanoid"
- Tom Petty and the Heartbreakers - "I Need To Know"
- The Vines - "Get Free"
- War - "Low Rider"
- Warren Zevon - "Werewolves Of London"
- The White Stripes - "The Hardest Button to Button"
- Whitesnake - "Here I Go Again"
- The Who - "I Can See For Miles"
- Yes - "Roundabout"

Importante: todas as músicas dos jogos anteriores podem ser importadas e tocadas no Rock Band 3, com exceção das músicas de The Beatles: Rock Band e das seguintes músicas dos dois primeiros jogos:
- AC/DC - "Let There Be Rock" (Rock Band 2; versão ao vivo importável a partir do pacote de expansão AC/DC Live)
- Black Sabbath - "Paranoid" (Rock Band)
- Iron Maiden - "Run to the Hills" (Rock Band; versão original está disponível na loja virtual do jogo)
- Journey - "Any Way You Want It' (Rock Band 2)
- Metallica - "Battery" (Rock Band 2)
- Metallica - "Enter Sandman" (Rock Band)
- Red Hot Chili Peppers - "Dani California" (Rock Band, se o jogo não possuir a atualização de novembro de 2011)
- Red Hot Chili Peppers - "Give It Away" (Rock Band 2; importável a partir de Rock Band Blitz)
- Soundgarden - "Black Hole Sun" (Rock Band, se o jogo não possuir a atualização de novembro de 2011)
- Soundgarden - "Spoonman" (Rock Band 2; importável a partir de Rock Band Blitz)